# Alexander Böhm
Alexander Böhm: (ur. 14 czerwca 1929 w Berlinie, zm. 12 maja 2006 w Oppershofen k. Rockenberg) – niemiecki profesor prawa. Syn Franza Böhma i Marietty Böhm, wnuk pisarki Ricardy Huch.

## Życiorys
W latach 1938–1945 uczęszczał do humanistycznego gimnazjum Carolo-Alexandrinum w Jenie, a następnie Friedrich-Gymnasium we Fryburgu, gdzie w 1947 zdał egzamin dojrzałości. Studiował prawo w Bazylei i Frankfurcie nad Menem. W 1957 otrzymał doktorat na Uniwersytecie Goethego we Frankfurcie. Od 1957 do 1974 pracował jako heski urzędnik w więziennictwie oraz kierownik zakładu dla nieletnich. W 1974 został wykładowcą kryminologii, prawa karnego i nauk o więziennictwie na Uniwersytecie Jana Gutenberga w Moguncji. Od 1988 był także sędzią wyższego sądu krajowego w Zweibrücken.
Od 1962 był członkiem "Deutsche Vereinigung für Jugendgerichte und Jugendgerichtshilfe". Zajmował się postępowaniem w sprawach nieletnich, przestępczością wśród nieletnich oraz resocjalizacją. Angażował się też w sprawy pomocy ofiarom przestępstw.
W latach 1976–1980 pracował w Komisji Federalnego Ministerstwa Sprawiedliwości, gdzie pracował nad ustawą prawa dla nieletnich.

## Publikacje
- Lista publikacji w Niemieckiej Bibliotece Narodowej